# Philip Mechanicus

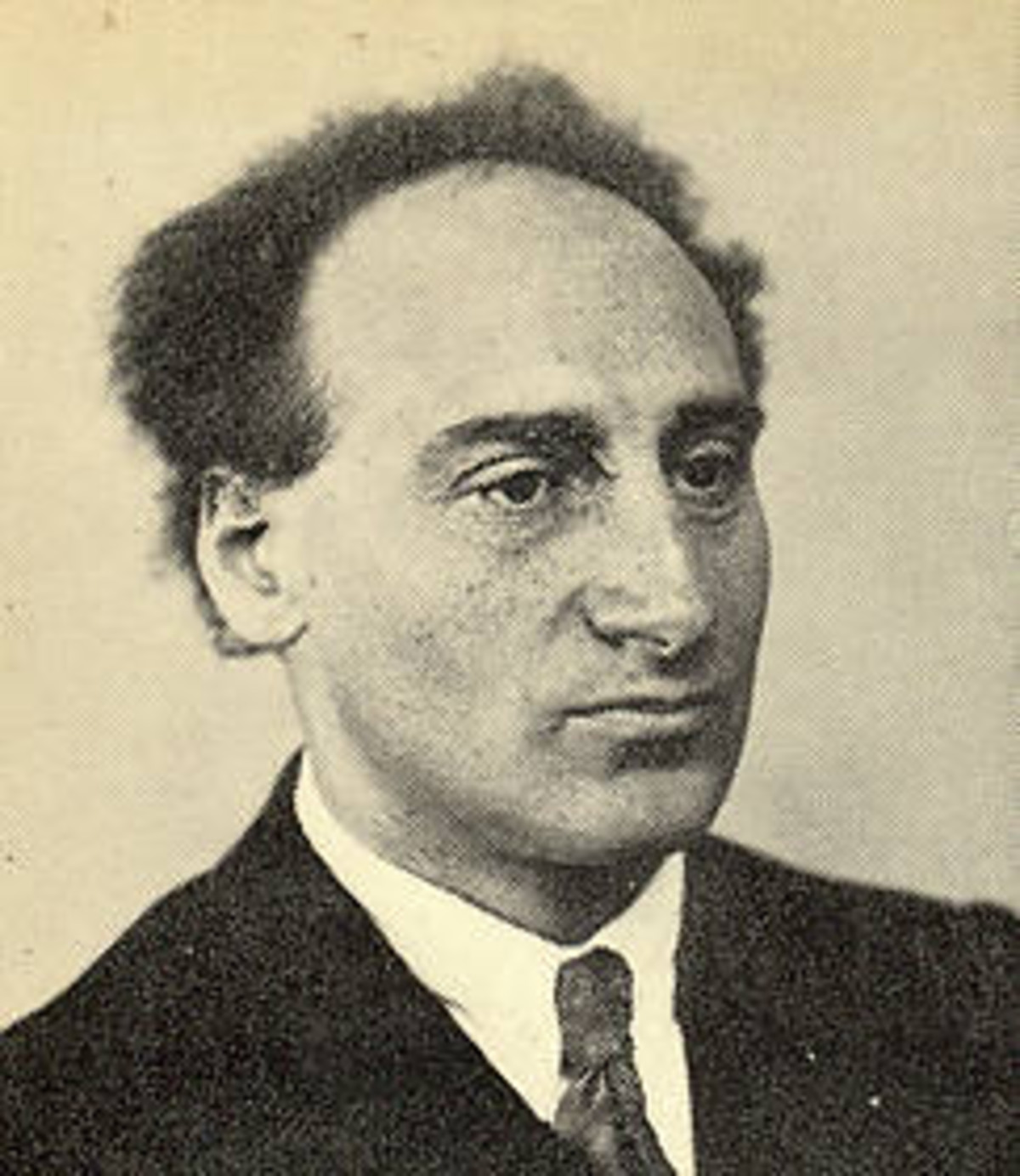
Philip Mechanicus

Philip Mechanicus, Pseudonym Pére Celjénets, (geboren 17. April 1889 in Amsterdam; gestorben 12. Oktober 1944 im KZ Auschwitz) war ein niederländischer Journalist.

## Leben
Mechanicus war der älteste von sieben Söhnen der jüdischen Familie von Elias Mechanicus und Sarah (geborene Gobes). Nach Abschluss der Volksschule verdiente er sich schon als Zwölfjähriger mit Botendiensten für eine Zeitung sein Geld. Später bekam er einen Posten im Büro und bildete sich fort, indem er viele Bücher. Mit siebzehn schrieb er seine ersten Artikel für die Zeitung Het Volk und begann damit seine journalistische Laufbahn.
Nach Ableistung des Militärdienstes ging Mechanicus um 1910 nach Niederländisch-Ostindien, wo er in Medan bei der Sumatra Post und später in Semarang auf Java für die Lokomotif schrieb. 1919 kehrte er mit seiner Frau und Tochter nach Europa zurück. Kurz darauf erhielt Mechanicus eine Stelle als Redakteur in der Auslandsabteilung des Algemeen Handelsblad.
In den frühen zwanziger Jahren und zu Beginn der dreißiger Jahre fanden vor allem seine Reisereportagen, die er für das Algemeen Handelsblad schrieb, großen Zuspruch bei den Lesern der Zeitung. Seine Berichte über die Sowjetunion aus den Jahren 1929 bis 1934 sowie über Palästina wurden in gebundener Fassung herausgegeben und Mechanicus stieg bald vom Reporter zum Ressortleiter auf.

## Zweiter Weltkrieg
Nachdem im Mai 1940 deutsche Truppen die Niederlande besetzten (Westfeldzug), wurde ihm mitgeteilt, dass ein Jude in dieser Position als Journalist nicht erwünscht sei, woraufhin er entlassen wurde. Er verfasste weiterhin kleinere Artikel unter dem Namen Pére Celjenets für die Zeitung.
Am 27. September 1942 wurde Mechanicus auf offener Straße verhaftet und ins Polizeigefängnis gebracht. Er hatte sich, ohne den Judenstern zu tragen, in der Öffentlichkeit aufgehalten, und soll das Opfer einer Denunziation geworden sein.

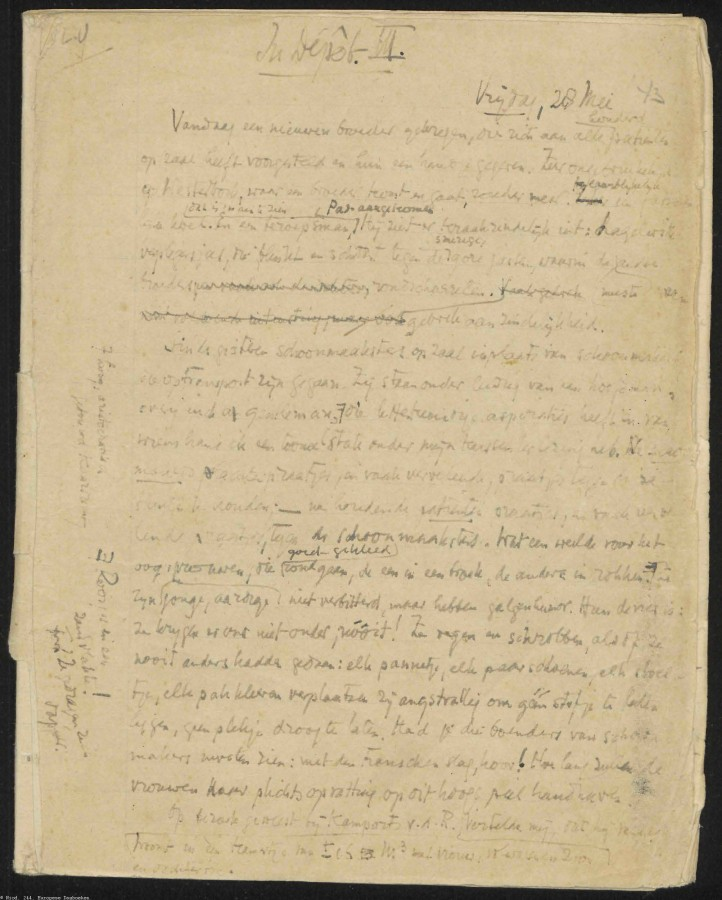
Tagebuchseite aus Westerbork

Mechanicus hatte seine Arrestzelle im Amstelveenseweg mit dem ehemaligen Amsterdamer Stadtrat Monne de Miranda geteilt. Beide wurden am 25. Oktober 1942 in das Konzentrationslager Amersfoort deportiert, wo de Miranda kurz darauf ermordet wurde. Mechanicus wurde schwer gefoltert und am 7. November ihn ins Durchgangslager Westerbork gebrachte, wo er bis Mitte 1943 aufgrund seiner schweren Verletzungen im Krankenrevier lag. In dieser Zeit hielt Mechanicus vieles von dem was er dort erlebte in seinen Tagebuchnotizen fest:

“Donderdag 10 juni […] De heide bloeit, buiten én binnen het kamp. In de ziekenbarakken verspreid, liggen ongeveer vijftig kinderen, die uit Vught met de transporten zijn meegekomen met roodvonk, mazelen, longontsteking en bof. Ook twee vondelingen, die in het registratiebureau zijn gevonden, zonder enig hetkenningsteken.”

„Donnerstag 10 Juni […] Die Heide blüht, außerhalb und innerhalb des Lagers. In denr Krankenbaracken verstreut, liegen ungefähr fünfzig Kinder, die aus Vught mit den Transporten mitgekamen mit Scharlach, Masern, Lungenentzündung und Mumps. Auch zwei Findelkinder, die im Reigrrierungsbüro gefunden wurden, ohne ein Erkennungszeichen.“

Anfang März 1944 wurde Mechanicus ins KZ Bergen-Belsen in der Lüneburger Heide deportiert, und am 9. Oktober kam er mit weiteren 120 Häftlingen nach Auschwitz. Aus den Angaben von zwei Überlebenden kann geschlossen werden, dass er dort drei Tage nach seiner Ankunft am 12. Oktober 1944 erschossen wurde.

## Familie
Mechanikus war zweimal verheiratet und hatte drei Töchter.
- 21. Juni 1913 mit Esther Wessel, einer Tochter eines niederländischen Diamantenschleifers in Niederländisch-Ostindien. 1921 trennten sie sich und wurden am 20. November 1924 geschieden.[3]
  - Rita Mechanicus (* 1918)
  - Julia Mechanicus (um 1920)
- 25. März 1925 mit Antje Jonkman (20. August 1896 – 22. August 1972), einer Tochter des Kaufmanns Reinder Jonkman und dessen Frau Fempje van Waart. Das Paar wurde am 16. April 1929 wieder geschieden.[4]
  - Ruth Mechanicus[5]

## Schriften (Auswahl)
- De pose der natuurlijkheid ; Schrijvers en dichters gefotografeerd. 1981, ISBN 90-214-7462-X.
- Een cursus fotografie. Querido, Amsterdam 1989, ISBN 90-214-7463-8 (Autobiografie in Wort und Bild).
- De uivariaties. Em. Querido's, Amsterdam 2013, ISBN 978-90-214-4538-0.
- De vrolijke keuken Mit Illustrationen von Judith Ten Bosch.
- Kookkunst in Nederland. Unieke recepten met Nederlandse producten. Zomer & Keuning Boeken B.V., Ede 1978, ISBN 90-210-1022-4
- La Hollande s’amuse – de mooiste amuse-gueules en amuse-bouches van 30 Nederlandse chefkoks. Mit Fotografien von Ferry André de la Porte. Tabula, Amsterdam 1987, ISBN 90-70585-12-X.
- Russische reisschetsen: verzamelde reisbrieven. In: Algemeen Handelsblad. 1930–1932.
- In Dépôt. Dagboek uit Westerbork (= Holocaust bibliotheek). Polak & Van Gennep, Amsterdam 2017, ISBN 978-90-74274-21-0.
  - Im Depot – Tagebuch aus Westerbork. Mit einem Vorwort von Eike Geisel. Übersetzung Jürgen Hillner. Edition Tiamat, Berlin 1993, ISBN 3-923118-83-X.